# ローリー・アンダーソン
ローリー・アンダーソン（Laurie Anderson、1947年6月5日 - ）は、アメリカの前衛芸術家、作曲家、音楽家、映画監督であり、パフォーマンスアート、ポップ・ミュージック、マルチメディア・プロジェクトにまたがって活動している。アンダーソンは当初、ヴァイオリンと彫刻の訓練を受けていたが、1970年代にニューヨークでさまざまなパフォーマンス・アート・プロジェクトを追求するようになり、とりわけ言語、テクノロジー、視覚的イメージに焦点を当てるようになった。
シングル「オー! スーパーマン」が1981年に全英シングルチャートで2位に達し、彼女はアート界という枠の外側でより広く知られるようになった。また、1986年のコンサート映画『ホーム・オブ・ザ・ブレイヴ』に出演および、監督を担当した。
アンダーソンは電子音楽のパイオニアであり、レコーディングやパフォーマンス・アート・ショーで使用したいくつかのデバイスを発明した。1977年、馬の毛の代わりとして弓に録音された磁気テープを、ブリッジに磁気テープヘッドを使用するテープ・ボウ・ヴァイオリンを作成した。1990年代後半、彼女はインターバル・リサーチ社と協力して、サウンドにアクセスして複製できる長さ6フィート（1.8m）のバトンのようなMIDIコントローラーである「トーキング・スティック」と呼ばれる楽器を開発した。
アンダーソンは1992年にシンガーソングライターのルー・リードと出会い、2008年4月からルーが亡くなる2013年まで結婚していた。

## 生い立ち
アンダーソンは1947年6月5日にイリノイ州グレンエリンで、メアリー・ルイーズ（旧姓ローランド）とアーサー・T・アンダーソンの娘として生まれた。グレンバード・ウェスト高校を卒業。カリフォルニアのミルズ大学に通い、最終的には1969年にバーナード・カレッジにおいて美術史を研究し文学士号、マグナ・クム・ラウデとファイ・ベータ・カッパを取得して卒業した。1972年には、コロンビア大学において彫刻でM.F.A.（美術学修士）を取得した。彼女の最初のパフォーマンス・アート作品である「自動車のクラクションで演奏される交響曲」は、1969年に演奏された。1970年、彼女はジョージ・ディカプリオによって出版されたアンダーグラウンド・コミックスの『Baloney Moccasins』を描いた。1970年代初頭、彼女はアート・インストラクターとして『Artforum』などの雑誌における美術評論家として働き、また、児童書のイラストを描いた。その最初のタイトルは、絵だけの謎の物語である『The Package』であった。
彼女はトライベッカに暮らしている。

## 略歴

### 1970年代
アンダーソンは1970年代にニューヨークでパフォーマンスを行った。彼女の最も代表作とされたパフォーマンスの1つである『Duets on Ice』は、ニューヨークや世界中の他の都市で行われ、氷のブロックで凍らせた状態のブレードを伴うアイス・スケートを履きながら、録音とともにヴァイオリンを演奏した。そして、氷が溶けることで公演が終了するというものだった。初期の2作品、『New York Social Life』『Time to Go』は、ポーリン・オリヴェロスらの作品とともに、1977年のコンピレーション『New Music for Electronic and Recorded Media』に収録されている。その他の2作品は、さまざまなアーティストによるオーディオ作品のコレクションである『Airwaves』に収録された。彼女はまた、6枚のLPセットとしてCrown Point Pressからリリースされたアーティストのレクチャーを集めた『Vision』にレクチャーをレコーディングした。
アンダーソンの初期のレコーディングの多くは未発表のままであるか、最初のシングル『It's Not the Bullet that Kills You (It's the Hole)』（それはあなたを殺す弾丸ではない<それは穴です>）のように限定枚数でしか発表されなかった。この曲は「New York Social Life」や他の約12曲とともに、元々、ニューヨークのホリー・ソロモン・ギャラリーで、さまざまなアンダーソン作曲を演奏するジュークボックスで構成されるアート・インスタレーションで使用するために録音された。これら初期のレコーディングにおけるミュージシャンの中には、サックスのピーター・ゴードン、ギターのスコット・ジョンソン、ハーモニカのケン・デイフィク、ドラムのジョー・コスがいる。これらの初期の公演の多くの写真と解説は、アンダーソンの回顧本『Stories from the Nerve Bible』に収められた。
1970年代後半、アンダーソンは、個人的にリリースされるか前衛的な音楽のコンピレーションに収録された、いくつかの追加レコーディングを行った。1978年、彼女は、ウィリアム・S・バロウズ、フィリップ・グラス、フランク・ザッパ、ティモシー・リアリー、マルコム・ゴールドスタイン、ジョン・ケージ、アレン・ギンズバーグなど、数多くのカウンターカルチャーの人物や新進気鋭のミュージシャンたちが参加する主要な会議「ノヴァ・コンベンション (The Nova Convention)」にてパフォーマンスを行った。また1970年代後半には、コメディアンのアンディ・カウフマンと一緒に仕事している。

### 1980年代
1980年、アンダーソンはサンフランシスコ・アート・インスティテュートから名誉博士号を授与された。1982年には、創造的芸術（映画）のためのグッゲンハイム・フェローを授与されている。1987年にアンダーソンはフィラデルフィアのアーツ大学から美術の名誉博士号を授与された。
アンダーソンは1981年にシングル「オー! スーパーマン」によってアート界という枠の外側で広く知られるようになった。これは元々、B・ジョージのOne Tenレコードから数量限定でリリースされ、最終的にイギリスのチャートで2位となった。イギリスからの突然の注文の流入（イギリスのラジオ局「BBCラジオ1」がレコードをかけたことで部分的に促進された）により、アンダーソンはワーナーブラザーズ・レコードとの7枚のアルバム契約に署名し、シングルを再発した。
「オー! スーパーマン」は、『ユナイテッド・ステイツ』というタイトルのより大きな舞台作品の一部であり、アルバム『ビッグ・サイエンス』に収録されていた。『ビッグ・サイエンス』のリリース前に、アンディ・ウォーホルの初期における親密なニューヨークの詩人ジョン・ジョルノが運営するジョルノ・ポエトリー・システムズ・レーベルから、ジョルノとウィリアム・S・バロウズと共有した2枚組アルバム『You're the Guy I Want to Share My Money With』（オリジナルのリリースでは、アーティストごとに1枚ずつLP面があり、4面目は3者それぞれによる曲が収録された）をリリースした。これに続いて、彼女のアルバム『ミスター・ハートブレイク』と『ユナイテッド・ステイツ・ライヴ』が連続してリリースされた。後者は、ブルックリンのアカデミー・オブ・ミュージックにおける2夜のステージ・ショーを録音した5枚組LP（後に4枚組CD）であった。彼女はまた、1984年元旦に放送されたナム・ジュン・パイクが制作した『Good Morning, Mr. Orwell』というタイトルのテレビ特番にも出演した。
続いて、1986年のコンサート映画『ホーム・オブ・ザ・ブレイヴ』を監督・主演し、スポルディング・グレイの映画『Swimming to Cambodia』『Monster in a Box』のサウンドトラックも作曲した。この間に、マサチューセッツ州ケンブリッジのアメリカン・レパートリー・シアターで、ロバート・ウィルソンの『Alcestis』のための音楽も発表している。また、1987年にはPBSのテレビ・シリーズ『Alive from Off Center』でホストを務めた。これは前年に同シリーズのため短編フィルム『What You Mean We?』を制作した後のことであった。『What You Mean We?』では、アンダーソンが演じる新しいキャラクター「クローン」が紹介された。これは、アンダーソンが『Alive from Off Center』でプレゼンテーションを行ったときに彼女と「共同ホスト」を行った、デジタル変換された男性的な対応物である。このクローンの要素は、後に彼女の作品である『Puppet Motel』の有名な「人形」に組み込まれた。その年、彼女はピーター・ガブリエルのアルバム『So』に収録された「This is the Picture (Excellent Birds)」にも参加した。
アンダーソンの最初のポストであるアルバム『ホーム・オブ・ザ・ブレイヴ』、1989年の『ストレンジ・エンジェルス』のリリースは、アンダーソンが歌のレッスンを受けるために1年以上延期された。これは、アルバムが以前の作品よりも（歌うという点で）音楽的に傾いているためであった。シングル「Babydoll」は、1989年のモダン・ロック・チャートで中程度のヒットを記録した。

### 1990年代
1991年、彼女は第41回ベルリン国際映画祭の審査員を務めた。同年、アンダーソンは、アーティスト映画製作者のニコラ・ブルースとマイケル・コールソンがBBCテレビ向けに監督した、アートを特集したドキュメンタリー番組『The Human Face』に出演。芸術と科学における顔の歴史に関するこのドキュメンタリーのプレゼンターを務めた。彼女が人相占いと知覚の関係についてのアイデアを紹介したとき、彼女の顔はラテックス・マスクとデジタル特殊効果を使用して変形された。1990年代初頭の彼女のさまざまなキャリアには、アニメーション映画『ラグラッツ・ムービー』での声優が含まれていた。1994年に彼女は『Puppet Motel』というタイトルのCD-ROMを作成し、続いてブライアン・イーノが共同プロデュースしたアルバム『ブライト・レッド』と、別のスポークンワード・アルバムである『The Ugly One with the Jewels』を作成した。その後、1997年のチャリティー・シングル「Perfect Day」に参加した。
1996年、アンダーソンは、レッド・ホット・オーガニゼーションがプロデュースしたエイズのベネフィット・アルバム『Silencio=Muerte: Red Hot + Latin』で、ディエゴ・フレンケル（ラ・ポルトゥアリア）とアテルシオペラードスと共演した。
彼女が次のアルバムをリリースするまで、5年以上の間が空いた。この間に、彼女は『ブリタニカ百科事典』のためにニューヨークの文化的特徴に関する補足記事を書き、多くのマルチメディア・プレゼンテーションを作成した。特に『白鯨』に触発されたものである（『Songs and Stories from Moby Dick』1999年– 2000年）。アンダーソンの作品の中心的なテーマの1つは、人間関係とコミュニケーションに対するテクノロジーの影響を探ることである。
1990年代に始まったことといえば、アンダーソンとルー・リード（出会いは1992年）による、多くのレコーディングでの共演である。リードは、アンダーソンの『ブライト・レッド』の「In Our Sleep」、『ライフ・オン・ア・ストリング』の「One Beautiful Evening」、『Homeland』の「My Right Eye」と「Onlya Expert」に貢献した。アンダーソンは、リードのコラボレーション・プロジェクト『ザ・レイヴン』の「Call on Me」、『エクスタシー』の「Rouge」と「Rock Minuet」、『セット・ザ・トワイライト・リーリング』の「Hang on to Your Emotions」に貢献した。

### 2000年代

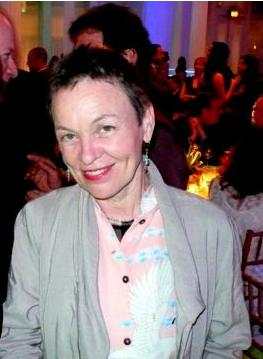
2007年、ベネフィット・コンサートでのアンダーソン

アルバム『ライフ・オン・ア・ストリング』は2001年に登場し、その時までにワーナー・ミュージック・レーベル傘下のノンサッチ・レコードと新しい契約を結んだ。『ライフ・オン・ア・ストリング』は、新作（父親の死を想起させる1曲を含む）と『Moby Dick』のプレゼンテーションからの作品を組み合わせたものであった。2001年に、彼女はドン・デリーロの小説『ボディ・アーティスト』のオーディオブック版を録音した。アンダーソンは2001年に彼女の最も有名な楽曲のセレクションを演奏するツアーに出た。これらのパフォーマンスの1つは、2001年9月11日のアメリカ同時多発テロ事件の1週間後にニューヨークで録音され、「オー! スーパーマン」のパフォーマンスが含まれていた。このコンサートは2002年初頭に2枚組CD『Live in New York』としてリリースされた。
2003年、アンダーソンはNASAで最初のアーティスト・イン・レジデンスとなり、彼女のパフォーマンス作品『The End of the Moon』に影響を与えた。彼女は一連のテーマ別ショーを開催し、2005年日本国際博覧会の作品を作曲した。2005年、アンダーソンはアーツ・カタリストと共にロシアの宇宙プログラム（ガガーリン宇宙飛行士トレーニング・センターとミッション・コントロール）を訪れ、ラウンドハウスで開催されたアーツ・カタリストのスペース・スーン・イベントに参加して、彼女の経験を振り返った。その後、2004年アテネオリンピックの開会式を作成したチームの一員を務めた。その年の後半、彼女は振付師のトリシャ・ブラウンと映画製作者のアグニェシュカ・ヴォイトヴィッチ＝ヴォスルーと協力して、高評価を受けたパリ・オペラ座バレエのマルチメディア・プロジェクト『O Zlozony/O Composite』をコラボレーションした。このバレエは、2004年12月にパリのオペラ・ガルニエで初演された。

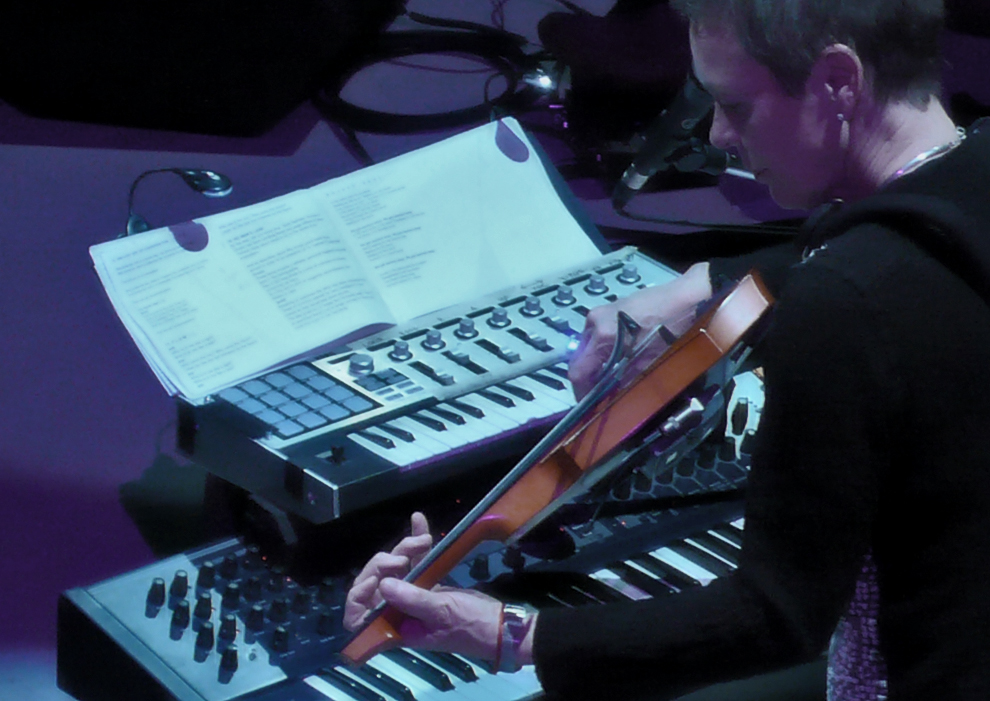
2007年に『Homeland』をパフォーマンスするアンダーソン

2005年、彼女の展覧会『The Waters Reglitterized』が、ニューヨークのショーン・ケリー・ギャラリーで開催された。ショーン・ケリーのプレスリリースによると、この作品は夢の日記であり、芸術作品としての文字通りのレクリエーションである。この作品は、目覚めている間に彼女の夢を再体験または再加工する過程で作成され、夢の言語を使用して夢自体を調査する。結果として得られる作品には、ドローイング、プリント、高解像度ビデオが含まれている。そのインストールは2005年10月22日まで実行された。
2006年、アンダーソンはアメリカン・アカデミー・イン・ローマからレジデンシーを授与された。2006年9月、PBSの『アメリカン・マスターズ』シリーズの一部として最初に放映された、リック・バーンズの『Andy Warhol: A Documentary Film』について語った。彼女は10曲の聖書における疫病に関する歌のコレクションであるアルバム『プレーグ・ソングス』に1曲、歌を提供した。アンダーソンはまた、2006年10月4日・5日にアイルランドのダブリンのポイントシアターで開催されたレナード・コーエンのトリビュート・イベントである「Came So Far for Beauty」にも出演した。2006年11月、彼女は夢に基づいた絵本『Night Life』を出版した。
アルバム『Homeland』のマテリアルは、2007年5月にニューヨークで開催された小規模な作成進行中のショーで演奏された。特に5月17日・18日のハイライン・ボールルームにおいては、パフォーマンス全体をウィリー・ウィリアムズとマーク・コニグリオがそれぞれ担当した自発的な照明とビデオ・ビジュアルがライブでミックスされ、4ピース・バンドによってサポートされた。その後、2007年9月28日と29日のダブリン・オリンピア劇場公演、10月17日から19日のメルボルン国際芸術祭、2008年4月26日のロシアのモスクワ・ドム・ムジキー・コンサート・ホールを含む、作成進行中の『Homeland』ヨーロッパ・ツアーが行われた。2008年6月14日、大西洋を横断してカナダのトロントで夫のルー・リードと共演し、「Lost Art of Conversation」をボーカルとギターによるデュエットで歌った。そのギターは、アンダーソンのタイトな演奏とは対照的な、リードののんびりしたスタイルであった。アンダーソンの『Homeland』ツアーは、ジョージア州アトランタのファースト・センター・フォー・ジ・アーツ、ニューヨークのリンカーン・センター・フォー・ザ・パフォーミング・アーツ、シカゴ現代美術館が共催したイリノイ州シカゴのミレニアム・パークにあるハリス・シアター・フォー・ミュージック・アンド・ダンスでの公演など、アメリカ国内のいくつかの場所でも行われた。

### 2010年代

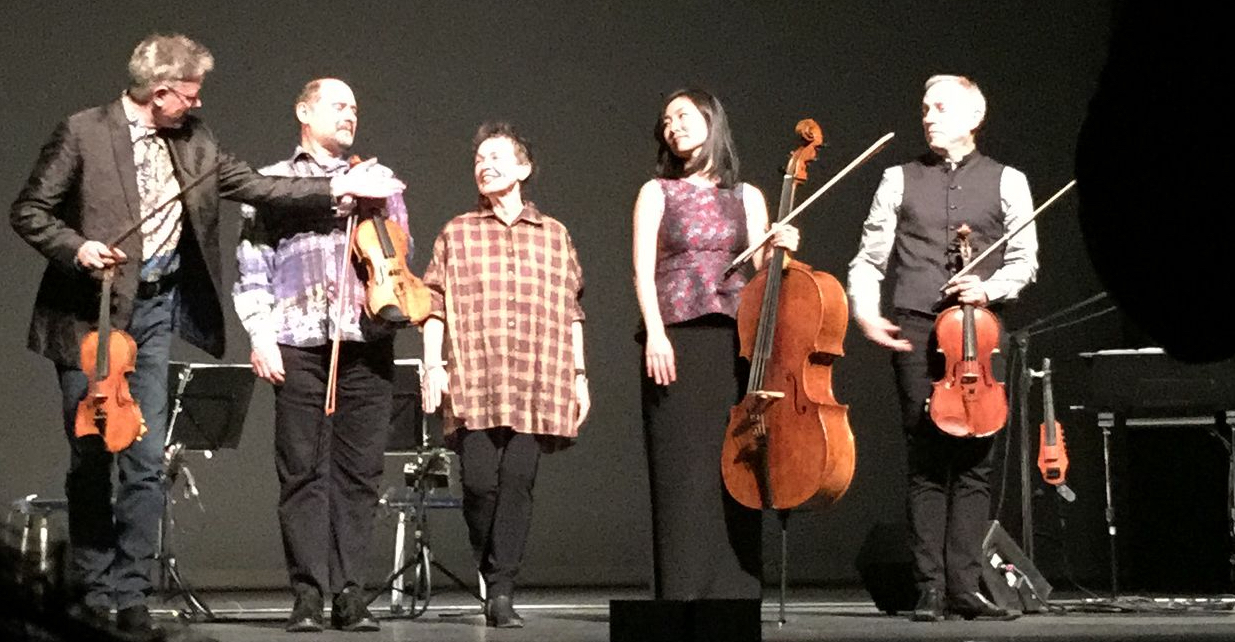
2015年、クロノス・クァルテットとの共演

2010年2月、ローリー・アンダーソンは2010年バンクーバーオリンピックで「Delusion (妄想)」と題された新しい演劇作品を初演した。この作品は、バンクーバー2010文化オリンピアードとロンドンのバービカン・センターから委託された。アンダーソンは2010年3月にウィメンズ・プロジェクト・シアターとともに、ウーマン・オブ・アチーブメント・アワードを受賞した。2010年5月と6月、アンダーソンはルー・リードと一緒にオーストラリアのシドニーで開催されたヴィヴィッド・ライブ・フェスティバルをキュレーションした。彼女のニュー・アルバム『Homeland』は6月22日にリリースされた。2010年7月15日に『レイト・ショー・ウィズ・デイヴィッド・レターマン』で「Only a Expert」を演奏し、彼女の曲「Gravity's Angel」がFoxのテレビ番組『アメリカン・ダンスアイドル』で同日に紹介された。彼女は、実験的なジャズ・ミュージシャンのコリン・ステットソンの2011年のアルバム『New History Warfare Vol. 2: Judges』の数曲にゲスト・ミュージシャンとして参加した。
アンダーソンは『Another Day in America』と題された演劇作品を開発した。この進行中の作品の最初の公開上映は、2012年1月にアルバータ州カルガリーでシアター・ジャンクション・グランドの2011-2012年シーズンと、ワン・イエロー・ラビットの毎年恒例の芸術祭であるハイ・パフォーマンス・ロデオの一環として行われた。アンダーソンは、2012年5月にニューヨーク州トロイにあるレンセラー工科大学の「実験メディアおよびパフォーミング・アーツ・センター（EMPAC）」初の著名なアーティスト・イン・レジデンスに選ばれた。2013年3月、サムスタッグ美術館での『Laurie Anderson: Language of the Future, selected works 1971–2013』というアンダーソンの作品の展示会は、南オーストラリア州アデレードで開催されたアデレード芸術フェスティバルの一部として開催され、アンダーソンはオープニング・ナイトにサムスタッグ美術館の外で『Duets on Ice』を演奏した。
アンダーソンは、2013年にヘルシンキ芸術デザイン大学から名誉芸術博士号を授与された。2013年6月と7月、アンダーソンは『The Language of the Future』を演奏し、ニューヨークのリヴァー・トゥ・リヴァー・フェスティバルでゲスト・キュレートを行った。2013年11月、彼女はドイツのフランクフルトで開催された動画のB3ビエンナーレでゲスト・オブ・オナーとして取り上げられた。2018年、アンダーソンはデヴィッド・ボウイの曲「Shining Star (Makin' My Love)」（オリジナルはボウイの1987年のアルバム『ネヴァー・レット・ミー・ダウン』から）の再録音にボーカルを提供した。アンダーソンとボウイが友達であることを知っていたプロデューサーのマリオ・J・マクナルティから制作に参加するように頼まれたのだった。
2019年2月10日、ロサンゼルスで開催された第61回グラミー賞でアンダーソンとクロノス・クァルテットのアルバム『Landfall』が最優秀室内楽/スモール・アンサンブル・パフォーマンスでグラミー賞を受賞した。これは、アンダーソンとクロノス・クァルテットとの最初のコラボレーションであり、彼女の最初のグラミー賞であり、クロノスにとって2度目のグラミー賞であった。ハリケーン・サンディの経験に触発されたもので、ノンサッチ・レコードは、「アルバム『Landfall』は、水浸しのピアノからオランダのカラオケバー消える動物たちまで、クロノスによる瑞々しい電子機器と伝統的なストリングスを、アンダーソンの強力な喪失の描写と並べています」と述べている。

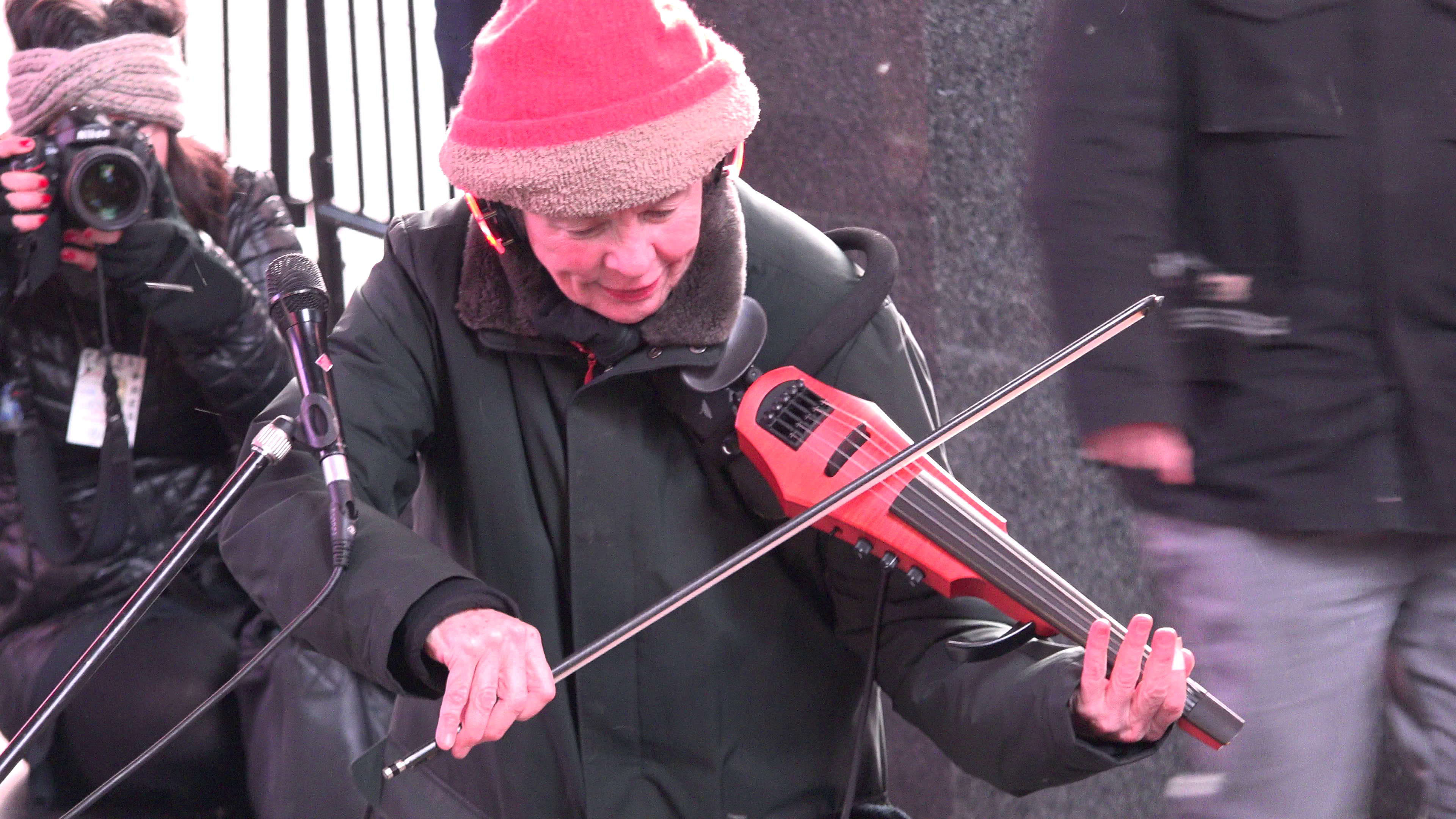
2016年、タイムズスクエアのパフォーマンスにて野外で演奏するアンダーソン

『Chalkroom』は、ローリー・アンダーソンと台湾の芸術家である黃心健 (Hsin-Chien Huang)によるバーチャル・リアリティ作品で、読者は言葉、絵、物語で構成された巨大な構造を飛び回っている。黃心健とのコラボレーションである『To the Moon』は、2019年7月12日のマンチェスター・インターナショナル・フェスティバルで初演された。15分間のバーチャル・リアリティ・アートワークである『To the Moon』は、物語の構造を持たない世界で、ロバの乗り物や地球からのゴミがフィーチャーされた月を観客たち探索できるようになっている。また、同時に、映画による新作の開発を予定している。

### 2020年代
ローリー・アンダーソンは、ハーバード大学の2021年のチャールズ・エリオット・ノートン詩学教授に任命され、春学期と秋学期にかけて「Spending the War Without You: Virtual Backgrounds」と題された一連の6つの講義を発表している。

## 発明
アンダーソンは、レコーディングやパフォーマンスで使用したいくつかの実験楽器を発明した。

### テープ・ボウ・ヴァイオリン
テープ・ボウ・ヴァイオリンは、1977年にローリー・アンダーソンによって作成された楽器である。弓に伝統的な馬の毛の代わりに録音された磁気テープを使用し、ブリッジに磁気テープヘッドを使用する。アンダーソンは何年にもわたってこのデバイスを更新し、改変してきた。彼女の映画『ホーム・オブ・ザ・ブレイヴ』におけるウィリアム・S・バロウズによって記録された文章を操作する「Late Show」の章で、このデバイスの後継機種を使用しているところを見ることができる。このバージョンのヴァイオリンは、磁気テープの使用を停止し、代わりに弓との接触によって引き起こされるMIDIベースのオーディオ・サンプルを使用した。

### トーキング・スティック
トーキング・スティックは、長さ6フィートのバトンのようなMIDIコントローラーである。1999年から2000年の『Moby-Dick』ツアーで使用された。彼女はそれをプログラムノートで次のように説明した：
トーキング・スティックは、インターバル・リサーチとボブ・ビエレッキのチームと共同で設計した新しい楽器です。あらゆる音にアクセスして複製できる無線機器です。グラニュラー・シンセシスの原理に基づいて動作します。これは、音をグレインと呼ばれる小さなセグメントに分割し、さまざまな方法で再生する手法です。コンピューターは、サウンドの断片を連続した文字列またはランダムなクラスターに再配置し、重複するシーケンスで再生して新しいテクスチャを作成します。粒子は非常に短く、数百分の1秒です。グラニュラー・シンセシスは、グレインのサイズと再生速度に応じて、スムーズまたは途切れ途切れに聴こえることがあります。木目はフィルム・フレームのようなものです。それらを十分に遅くすると、別々に聴こえ始めます。

### ボイス・フィルター
アンダーソン作品の繰り返しのモチーフは、アンダーソンが「オーディオ・ドラッグ」と呼んでいるテクニック、つまり彼女の声を男性的なレジスターによって深める電気ピッチ変更ボイス・フィルターの使用である。アンダーソンは長い間、自身の作品で結果として得られたキャラクターを「権威の声」または良心として使用してきたが、後に彼女はその声が権威の多くを失ったと判断し、代わりに歴史的または社会政治的な解説を提供するために声を利用し始めた。彼女の2010年のアルバム『Homeland』からの作品である「Another Day in America」で使用されている。
アンダーソンのキャリアの多くの間、声の主は無名であるか、権威の声と呼ばれていたが、最近では、ルー・リードの提案によりフェンウェイ・ベルガモットと呼ばれるようになっていた。『Homeland』のカバーアートは、アンダーソンをベルガモットのキャラクターとして描いており、黒い化粧の筋が彼女に口ひげと太くて男性的な眉毛を与えている。
アンダーソンは、アルバム『The Ugly One with the Jewels』の一部である「The Cultural Ambassador」で、キャラクターに対する彼女の見解のいくつかを説明した。
（アンダーソン:)私はたくさんの電子機器を持っていたので、すべてを開梱して接続し、すべてがどのように機能するかを実証し続けなければなりませんでした。それらはAtom Smasherのような名前を持っているので、それらが何らかのポータブル・スパイ・システムではないことを彼らに納得させるのに時間がかかりました。だから私は探偵や税関の小さなグループのために、この種の即興による新しい音楽コンサートをかなりたくさんやったので、私はこれらすべてのものをセットアップし続けなければならず、彼らはしばらく聴いてから、こう言うでしょう。「それで、ええと、これは何ですか?」。そして、私は次のようなものを引き出します。
（ベルガモット:)このフィルター、そして今、これは私が権威の声として考えたいものです。そして、私がそれをさまざまな形のコントロールについての曲にどのように使用したかを彼らに伝えるのには少々時間がかかります、そして彼らは言うでしょう。「なぜあなたはそのように話したいのですか?」。そして、私はSWATチーム、覆面捜査官たち、犬たち、そして戦時のスーパーボウル報道に合わせられた隅にあるラジオを見まわします。そして、私は、こう言うでしょう。「大胆な推測をしてください」。

## ディスコグラフィ

### スタジオ・アルバム
- 『ビッグ・サイエンス』 - Big Science (1982年、Warner Bros.)
- 『ミスター・ハートブレイク』 - Mister Heartbreak (1984年、Warner Bros.)
- 『ホーム・オブ・ザ・ブレイヴ』 - Home of the Brave (1986年、Warner Bros.)
- 『ストレンジ・エンジェルス』 - Strange Angels (1989年、Warner Bros.)
- 『ブライト・レッド』 - Bright Red (1994年、Warner Bros.)
- 『ライフ・オン・ア・ストリング』 - Life on a String (2001年、Nonesuch/Elektra)
- Homeland (2010年、Nonesuch/Elektra)

### スポークン・ワード・アルバム
- The Ugly One with the Jewels (1995年、Warner Bros.)
- Heart of a Dog (2015年、Nonesuch) ※サウンドトラック

### ライブ・アルバム
- 『ユナイテッド・ステイツ・ライヴ』 - United States Live (1984年、Warner Bros.) ※5枚組ボックス。全米192位
- Live At Town Hall New York City September 19-20, 2001 (2002年、Nonesuch)

### コンピレーション・アルバム
- Talk Normal: The Laurie Anderson Anthology (2000年、Rhino)

### オーディオ・ブック
- The Body Artist by ドン・デリーロ (2001年)

### リーダー・アルバム
- You're the Guy I Want to Share My Money With (1981年、Giorno Poetry Systems) ※with ウィリアム・S・バロウズ、ジョン・ジョルノ
- The Stone: Issue Three (2008年、Tzadik) ※with ジョン・ゾーン、ルー・リード
- Landfall (2018年、Nonesuch) ※with クロノス・クァルテット
- Songs from the Bardo (2019年、Smithsonian Folkways Recordings) ※with Tenzin Choegyal、Jesse Paris Smith

### 参加アルバム
- Various Artists : Airwaves (1977年、One Ten Records) ※オムニバス・アルバム。3曲に参加
- ピーター・ガブリエル : 『So』 - So (1986年、Geffen/Charisma) ※「This Is the Picture (Excellent Birds)」に参加
- ノナ・ヘンドリックス : 『ノナ』 - Nona (1983年、RCA) ※「Design For Living」に参加
- ジャン・ミッシェル・ジャール : 『ズールック』 - Zoolook (1984年、Disques Dreyfus) ※「Diva」に参加
- Various Artists : Faraway, So Close! Soundtrack (1993年、SBK/ERG) ※映画『時の翼にのって/ファラウェイ・ソー・クロース!』サウンドトラック。「Speak My Language」にて参加
- Various Artists : A Chance Operation: The John Cage Tribute (1993年、Koch International Classics) ※ジョン・ケージのトリビュート盤
- マリーザ・モンチ : 『ローズ・アンド・チャコール』 - Verde, anil, amarelo, cor de rosa e carvão  (1994年、EMI/Odeon) ※「Enquanto Isso」に参加
- Diego Frenkel (La Portuária) and Aterciopelados : Silencio=Muerte: Red Hot + Latin (1996年、H.O.L.A) ※「Una hoja, una raiz (One Leaf, One Root)」に参加
- ジャン・ミッシェル・ジャール : 『メタモフォーゼス』 - Métamorphoses (2000年、Sony Music) ※「Je me souviens」に参加
- Various Artists : Mary Had a Little Amp (2004年、Epic) ※ベネフィット・アルバム。「Gentle Breeze」に参加。 with ルー・リード
- Various Artists : 『プレーグ・ソングス』 - Plague Songs  (2006年、4AD) ※「The Fifth Plague (the Death of Livestock)」に参加
- Various Artists : Music Inspired by the Film Scott Walker: 30 Century Man (2009年、Lakeshore) ※「The Electrician」に参加
- ジョン・ゾーン : Femina (2009年、Tzadik)
- コリン・ステットソン : New History Warfare Vol. 2: Judges (2011年、Constellation)
- ジャン・ミッシェル・ジャール : 『エレクトロニカ1:ザ・タイム・マシーン』 - Electronica 1: The Time Machine (2015年、Columbia) ※「Rely on Me」に参加

### シングル
- 「オー! スーパーマン」 - "O Superman" (1981年) ※オーストラリア28位[56]、全英2位[57]
- "Big Science" (1981年)
- "Sharkey's Day" (1984年)
- "Language Is a Virus" (1986年) ※オーストラリア96位[56]
- "Strange Angels" (1989年)
- "Babydoll" (1989年)
- "Beautiful Red Dress" (1990年)
- "In Our Sleep" (1994年)
- "Big Science 2" (2007年)
- "Mambo and Bling" (2008年)
- "Only an Expert" (2010年)[58]

シングル「Sharkey's Day」は、長年にわたってライフタイム・テレヴィジョンのテーマソングであった。アンダーソンはまた、1970年代後半にいくつかの限定リリース・シングルを録音し（多くはホーリー・ソロマン・ギャラリーから発表された）、それらの曲はジョルノ・ポエトリー・システムズからの『The Nova Convention』『You're the Guy I Want to Share My Money With』など多くのコンピレーション・アルバムに含まれた。彼女は何年にもわたって、ピーター・ガブリエル、ルー・リード、ジャン・ミッシェル・ジャールなどの他のミュージシャンによるレコーディングに参加してきた。また、フィリップ・グラスのアルバム『ソングス・フロム・リキッド・デイズ』に歌詞を提供し、ジョン・ケージに敬意を表してトリビュート・アルバムにスポークン・ワードの曲を提供した。

## ミュージックビデオ

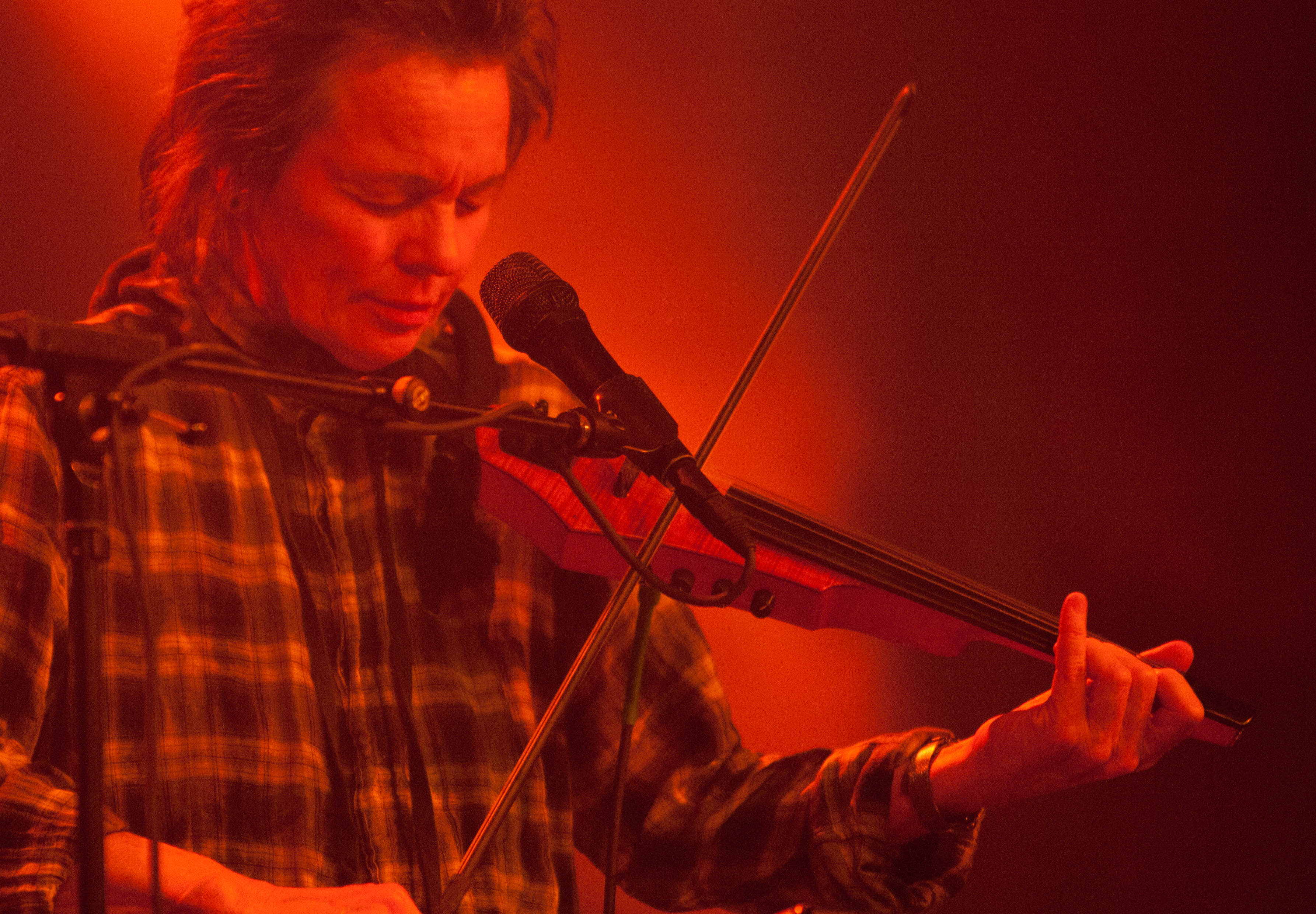
2012年公演でのアンダーソン

プロデュースされた正式なミュージックビデオは以下の通り。
- "O Superman"
- "Sharkey's Day"
- "This Is the Picture (Excellent Birds)"
- "Language Is a Virus" (『ホーム・オブ・ザ・ブレイヴ』より)
- "Beautiful Red Dress"

さらに、アンダーソンは、『ストレンジ・エンジェルス』のアルバム用に別のミュージックビデオを作成する代わりに、1・2分の一連の「パーソナル・サービス・アナウンス（PSA）」を録音し、アメリカの国債やアートシーンなどの問題について話した。これらの作品で使用されている音楽のいくつかは、『Swimming to Cambodia』での彼女のサウンドトラックからのものである。PSAは、1990年初頭にVH-1のミュージックビデオの間で頻繁に表示された。

## フィルム作品
- Dearreader: How to Turn a Book Into a Movie (1974年)
- System ohne Schatten (1983年)
- Home of the Brave: A Film by Laurie Anderson (1986年)
- What You Mean We? (1987年)
- Hotel Deutschland (1992年)
- 『ラグラッツ・ムービー』 - The Rugrats Movie (1998年) ※声の出演
- Laurie Anderson: On Performance: ART/new york No. 54 (2001年)[59]
- Life on a String (2002年)
- Hidden Inside Mountains (2006年)
- 『ハート・オブ・ドッグ ～犬が教えてくれた人生の練習～』 - Heart of a Dog (2015年)
- Feminists: What Were They Thinking? (2018年)